# テクノ・アニマル
テクノ・アニマル（Techno Animal）は、1990年にイギリスのミュージシャン、ジャスティン・ブロードリック（ゴッドフレッシュのバンド・メンバー）とケヴィン・マーティン（ザ・バグと呼ばれたゴッドのバンド・メンバー）によってイングランドのロンドンで結成された電子音楽のデュオ。このデュオは1991年のデビュー作『Ghosts』から6枚のLPをリリースした。彼らはダブ制作をダークでビート志向のアンビエント・ミュージックやパラノイアのテーマとブレンドした。

## 略歴
ケヴィン・マーティンは1987年にすでにインダストリアル・メタル・グループのゴッドを結成していた。ジャスティン・ブロードリックは1988年にゴッドフレッシュを結成し、ナパーム・デスでレコーディングを行い、まもなくマーティンと一緒にゴッドに加わった。テクノ・アニマル・プロジェクトは、スタジオでの探求に対するミュージシャンとしての共通の関心から生じ、1990年に実現した。その意図は、プロジェクトをスタジオに限定し、サンプリングを使用して音楽を開発することであり、マテリアルをライブで演奏することは意図していなかった。この名前は「技術的な動物」という概念を指しており、ジャンルとしてのテクノを直接的に指すものではない。
テクノ・アニマルのデビュー・アルバム『Ghosts』は1991年にリリースされた。アルバムのレビューで、イングランドの音楽評論家サイモン・レイノルズは、アインシュテュルツェンデ・ノイバウテン、ディ・クルップス、23スキドゥーなど他のサンプル・ベースのミュージシャンたちの音楽と比較した。
2017年、マーティンとブロードリックは15年後に再会し、ゾウナルというバンドを結成した。ブロードリックによると、この新しいプロジェクトはテクノ・アニマルの精神的な継続だという。ゾウナルに関して彼は言った：
「コラボレーションについて再び新鮮なものと感じていました。古い名前の何かを追求したくはなかったんです……ゾウナルは過去のテクノ・アニマルの曲をいくつか演奏していますが、セットのほとんどはゾウナルとしての新しいマテリアルです。それは、テクノ・アニマルとして中断したところからほぼほぼ続いています」。

## 影響
特にテクノ・アニマルの音楽は、電子音楽のミュージシャンであるキッド606にとって重要なインスピレーションの源であり、デビュー・アルバム『Ghosts』は特に影響を与えた。「これは私が今まで聞いた最初の実験的な電子音楽のレコードの1つでした。ケヴィン・マーティンとジャスティン・ブロードリックは早い段階から私に大きな影響を与えてくれました」。

## ディスコグラフィ

### アルバム
- Ghosts (1991年、Pathological)
- Re-Entry (1995年、Virgin)
- Radio Hades (1998年、Position Chrome)
- Techno Animal Versus Reality (1998年、City Slang)
- Symbiotics (1999年、Force Inc. Music Works) ※with ポーター・リックス
- 『ザ・ブラザーフッド・オヴ・ザ・ボム』 - The Brotherhood of the Bomb (2001年、Matador)

### シングル & EP
- Babylon Seeker (1996年、Blue Angel)
- Unmanned (1996年、Position Chrome)
- "Demonoid" (1997年、City Slang)
- Phobic (1997年、Position Chrome)
- Cyclops (1998年、Position Chrome)
- "Brotherhood of the Bomb"/"Monolith" (1999年、Force Inc. Music Works)
- "Megaton"/"Classical Homicide" (2000年、Matador) ※ダイアレックとのスプリット盤
- "Dead Man's Curse" (2001年、Matador)
- "We Can Build You" (2001年、Matador)